# Instytut Higieny w Poznaniu
Instytut Higieny w Poznaniu – jeden z mniejszych gmachów reprezentacyjnych, zlokalizowanych na terenie Dzielnicy Cesarskiej w Poznaniu, z przeznaczeniem na pruski Instytut Higieny. Adres: ul. Wieniawskiego 3 (dawniej Königs Ring).

## Charakterystyka
Pierwsza siedziba Instytutu (od 1899) mieściła się w obrębie Starego Miasta, przy ul. Wrocławskiej, jednak była zbyt ciasna na potrzeby tej instytucji. W 1912 została przeniesiona do zachodniej części Dzielnicy Cesarskiej, w której ulokowano kilka mniejszych budynków typu willowego (np. Niemiecki Bank Listów Zastawnych). W kontraście do neorenesansowego, okazałego gmachu Collegium Minus Uniwersytetu im. Adama Mickiewicza (obok), Instytut Higieny zyskał dość proste, skromne, klasyczne formy. Projektantem obiektu był Fritz Teubner, a budowniczym Walther Bettenstaedt. Na tyłach zbudowano drugi, mniejszy budynek laboratorium epidemiologicznego. Obecnie gestorem budynku jest Uniwersytet Medyczny im. Karola Marcinkowskiego w Poznaniu.
Obiekt sąsiaduje z gmachem NOT.